# Университет за национално и световно стопанство
Университетът за национално и световно стопанство (УНСС) е най-големият бизнес университет в Република България и Югоизточна Европа. Правоприемник е на Свободния университет за политически и стопански науки, институционализиран със заповед № 2155 от 05.VII.1920 г. на министъра на народното просвещение Това го прави втория университет, създаден след Освобождението, и първият бизнес университет в България . 
Възниквайки като частно висше учебно заведение, специализирано в областта на икономическите, политическите и юридическите науки, университетът претърпява няколко значими трансформации. Днес УНСС е държавен университет, в който се изучават икономически, юридически, политически, административни, информационни и социални науки, в 43 бакалавърски и 108 магистърски програми, на български и английски език. Това го прави и най-големият бизнес университет в Югоизточна Европа.
Университетът издава Алманах, Годишник, Сборник „Научни трудове“, научно списание „Икономически и социални алтернативи“, научно списание Economic Alternatives, научно списание „Бизнес и право“, научно списание "Aurea iuris romani", научно списание "Bulgarian Journal of International Economics and Politics", научно списание "Journal of Management Sciences and Applications", научно списание „Недвижими имоти & бизнес“, както и „Вестник на УНСС“.
Носители на почетното звание „доктор хонорис кауза“ на УНСС са авторитетни личности от Европа и САЩ, сред които проф. Джоузеф Стиглиц, лауреат на Нобелова награда за икономика, Франц Фишлер, еврокомисар по земеделието, проф. Вацлав Клаус, президент на Чешката република, проф. Данута Хюбнер, еврокомисар, проф. Франсис Гъри, генерален директор на Световната организация по интелектуална собственост, Жан-Клод Трише, управител на Европейската централна банка и др.

## История

### Основаване (1920)

#### Свободен университет за политически и стопански науки
През 1920 г. България е в тежка икономическа, социална, политическа и идейна криза. Войните от 1912 до 1918 г. не довеждат до желаното обединение на земите, населени с етнически българи. Следвоенният период се характеризира и с разрастването на капиталистическите предприятия в индустрията, търговията, кредита и застраховането. Това са времена на основни промени в икономиката на страната. Особено бързо протичат процесите на концентрация на монополните форми на капитализма. Създават се картелни организации, сформират се финансови групи около големи банки с чужди или с български капитали. Тези исторически предпоставки налагат необходимостта от организиране на висше икономическо образование в България. В този момент, група от най-видни държавници, общественици и учени решават да предложат на обезвереното младо поколение алтернатива в академичното образование. Идеята е да се създаде Свободен университет за политически и стопански науки. Той трябва да подготвя стопански и управленски елит, който да изправи България на крака. Инициативата за създаването на университета е подета от акад. Стефан Бобчев – учен, писател, общественик, политик, министър, народен представител. Той става първият ректор на новоучредения университет, приел името Балкански близкоизточен институт.
Академичната 1920 година започва с три факултета:
- Дипломатическо-консулски факултет
- Административно-финансов факултет
- Търговско-стопански факултет

Идеята за създаване на Юридически факултет при Свободния университет е изоставена, за да не се създава конкуренция между него и Държавния университет (Софийски университет).
В сформираните три факултета се изучават Политическа икономия, основи на държавата и правото, финансова наука с финансово право, Най-нова история на България и на Балканите, Стенография, История на стопанския строй, Счетоводство, Стокознание, Търговско смятане, Сравнително гражданско право, Конституционно право, Административно право, Статистика, Съдебно право, Политическа и стопанска география, Търговска история, Търговска кореспонденция, Търговско и морско право, Митническа политика, Стопанство и законодателство на пътищата и съобщенията, Пари-банки-борси-кооперации, Стопанска аритметика, Наука за балансите, Западни езици и някои специални дисциплини за консулския отдел с по 1 – 2 часа седмично.
През февруари 1923 г. със средства, набрани от резервния фонд и от ипотечен заем, е закупена двуетажна сграда на ул. „Георги Раковски“ № 94 (сега № 114) и започва работа по пристрояване на допълнителен етаж. По-късно бива закупена и неголяма къща на ул. „Ст. Караджа" №20, която е приспособена за канцеларии и за жилища на част от обслужващия персонал, а по-късно – на служители и преподаватели.
Само няколко години след създаването си Свободният университет укрепва организационно като частно висше учебно заведение със стопанско-правен профил.

#### Държавно висше училище за финансови и административни науки
Със закон от 1940 г. (ДВ, бр. 126 от 07.06.1940 г.) Свободния университет е трансформиран в Държавно висше училище за финансови и административни науки (ДВУФАН). Привлечени са много нови преподаватели. Ръководството на ДВУФАН издейства през 1940 – 1941 г. средства за построяване на нова учебна сграда на ул. „Ст. Караджа". През юли 1942 г. е положен основният камък, но поради военновременните ограничения и липсата на материали сградата не е покрита и обзаведена. По-късно отпадат мотивите за създаването в Софийския университет на Държавен счетоводен отдел при Юридическия факултет, който на практика е конкурент и потенциален приемник на ДВУФАН. Съществуването на два центъра в София за подготовка на висшисти с икономическо образование става излишно. Въпросът се решава със закона за закриване и откриване на ВУЗ, гласуван през 1947 г. По силата на този закон ДВУФАН с 2700 студенти и Държавностопанския отдел на Софийския университет с 1650 студенти принудително се сливат в Обединен факултет за стопански и социални науки при Софийския държавен университет „Св. Климент Охридски".
Изгубването на независимостта на висшето училище е посрещнато със смесени чувства сред академичните и обществените среди. Срещу този акт остро се произнася Атанас Буров, според който:
| „ | ...най-умното нещо, измислено в България, е създаването на Свободния университет... ние в Свободния университет подготвяхме хората, които да печелят пари и доверие в света ...за разлика от някои други висши учебни заведения, ние не фабрикувахме безпомощни преподаватели и за нищо негодни чиновници.... | “ |

Възстановяването на факултета като самостоятелно висше държавно икономическо учебно заведение става само четири години по-късно (през 1951) г. Това става с Постановление на Министерския съвет, като Стопанският факултет се отделя от Софийския университет в самостоятелно висше училище с наименование Висш икономически институт.

### Идеологически стожер на комунистическия режим (1945 – 1989)

#### Висш икономически институт „Карл Маркс“
С Указ № 26 (в. „Известия“, бр. 10 от 01.02.1952 г.) е възстановена самостоятелността на висшето училище под името Висш икономически институт (ВИИ). От 24 март 1953 г. с Указ № 89 той носи името на Карл Маркс (в. „Известия“, бр. 23 от 20 март 1953 г.). Първоначално са учредени четири факултета:
- Планово-статистически с три специалности – Политическа икономия, Народностопанско планиране и Статистика;
- Финансово-счетоводен с две специалности – Счетоводна отчетност и Финанси и кредит;
- Промишлено-транспортен също с две специалности – Икономика на промишлеността и Икономика на транспорта;
- Търговски факултет със специалностите – Икономика на вътрешната търговия и Икономика на външната търговия.

Броят на катедрите по това време е 15, като всяка от тях се числи към даден факултет в зависимост от специалностите, по които обучава студенти, и от дисциплините, които преподава. Катедра „22" е на пряко подчинение на ректора и на Министерството на народната отбрана. През есента на 1949 г. се открива задочната форма на обучение с годишен прием около 200 – 250 души.
Последователно ректори на института са проф. Тодор Ненов (1952 – 1958 година), акад. Жак Натан (1958 – 1962 година), доц. Ангел Чаушев (1962 – 1966 година), проф. Кирил Григоров (1966 – 1970 година).
От 1952 – 1953 учебна година се въвежда вътрешна аспирантура и много от тогавашните млади асистенти и преподаватели защитават кандидатски дисертации. Поставя се началото на студентска научна дейност под формата на студентски научни кръжоци. Активизира се научноизследователската дейност сред преподавателите в института, като значително се повишава броят на публикуваните научни изследвания, монографии, статии в научни списания и студии в „Трудове на ВИИ „Карл Маркс".
През учебната 1958 – 1959 г. щатният преподавателски колектив вече наброява 114 души, от които 15 професори, 25 доценти, 42 преподаватели и 32 асистенти. Броят на хоноруваните преподаватели и асистенти е 32, а на учебно-помощния и на техническия персонал – 78 (през 1939 – 1940 г. – 11). Освен старата учебна сграда на ул. „Г. С. Раковски" 114 и новата на ул. „Ст. Караджа" 20, на института е дадена сграда на ул. „Екзарх Йосиф" 14 в София. Въпреки това материалната база на института се оказва недостатъчна и това налага да се постави въпросът за построяване на нова сграда.
Постепенно започва да се утвърждава следдипломното обучение за квалификация и преквалификация на завършилите висше икономическо образование (1967 – 1969). Организират се курсове за обучение на определени категории служители от различни министерства и ведомства – Министерство на външната търговия, Министерство на транспорта и съобщенията и др. През 1969 г. организационно тази форма на обучение се обособява като школа, по-късно като отдел, а след това като Институт за следдипломна квалификация (ИСК) с отделен щат на пряко подчинение на ректора и на Академичния съвет на ВИИ „К. Маркс“ (сега УНСС).

### След 1990

#### Университет за национално и световно стопанство
На 27 април 1990 г. Академичният съвет (АС) решава ВИИ „Карл Маркс“ да се преобразува в Университет за национално и световно стопанство. Същата година в университета се открива офис на най-голямата международна студентска организация AIESEC. Официалното преименуване на висшето училище става с решение на Народното събрание (ДВ, бр. 68 от 26 юли 1995 г.). Едновременно с това е утвърдена новата факултетна структура на университета. Създадените преди това департаменти се трансформират в седем факултета: Общоикономически, Финансово-счетоводен, Отрасловоикономически, Икономика на инфраструктурата, Международна икономика и политика, Управление и информатика и Юридически. Днес УНСС е съвременно държавно висше училище, в което се провежда обучение в различни форми и равнища за придобиване на образователно-квалификационните степени „бакалавър“, „магистър" и на научна степен „доктор". Едновременно с това УНСС развива мащабни научни изследвания в областта на икономиката, политиката, правото и управлението.

## Структурни звена
Структурата на университета включва 8 факултета, 4 института, и 27 центъра, 24 от които научноизследователски.

## Кампус
Съвременната сграда на УНСС е построена в периода 1970 – 1980 г. Проектът е копиран от проекта на университета в Оксфорд – с вътрешни дворове, с обособени кампуси.
Днес сградата на УНСС е с 41 хил. кв. м разгърната застроена площ със 120 аудитории, компютърни зали и кабинети, лаборатории, 367 учебни кабинета, съвременна библиотека със 100 компютърни места със свободен достъп до интернет, аула, модерни конферентни зали, електронна система за информационно обслужване на студентите, издателство с печатница, книжарница, спортен център Bonsist, общежития за близо 5000 студенти, учебно-оздравителна база в Равда.

### Университетска библиотека
Началото на университетската библиотека е поставено през 1923 г., като тя постепенно се развива и обогатява и днес е със статут „библиотека-депозитар“ на Световната организация по интелектуална собственост.
Библиотеката на университета разполага разполага с повече от един милион тома литература (2023). Фондовете включват книги, периодични издания, защитени дисертации и научни разработки, други библиотечни материали и личните библиотеки на акад. Евгени Матеев и проф. Христо Калигоров. Каталогът на библиотеката е достъпен за търсене онлайн. Към нея е открит и Център за дигитализация, който представлява електронна библиотека с над 300 книги. Библиотеката предоставя достъп до следните бази данни: EBSCO, ScienceDirect, Springer Link, SCOPUS, InCites и поддържа архив от широк кръг вестници, списания и периодични издания в областта на икономиката.

## Акредитация и рейтинг

### Акредитация
При проведената институционална акредитация от НАОА през 2006 г. получава най-висока оценка – 4,92, в сравнение с всички останали висши училища в страната. През 2007 г. професионално направление „Икономика“, а през 2008 г. професионално направление „Администрация и управление“ – получават най-високите оценки, давани дотогава в България.
УНСС е сертифициран по международния стандарт ISO 9001:2000, който потвърждава изпълняването на изискванията за внедрена система за управление на качеството.

### Рейтинг
Според класация на висшите училища по отношение на присъствието им в интернет, направена от Висш консорциум за научни изследвания (Consejo Superior de Investigaciones Científicas – CSIC) към Министерството на образованието на Испания, към юли 2013 г. УНСС заема 28 място в Европа и 64 място в света (след това класацията е прекратена).

## Прием
Обучението се извършва в редовна и дистанционна форма. Редовен прием се осъществява София, а дистанционен прием – в София и в регионалните центрове за дистанционно обучение в Хасково и Пловдив. Кандидат-студентите полагат Единен приемен изпит, който се състои от обща и специална част. За направленията, за които това се изисква, е необходимо да бъде положен тест по чужд език, а за специалност „Журналистика“ има и устно препитване
УНСС разполага и с електронна онлайн система за проверка на резултатите от положените изпити и с онлайн форма за задаване на въпроси. На сайта на университета кандидат-студентите могат да направят справки за най-желаните направления и за минималните балове.

### Планов прием
| Година | Кандидати | Прием | Надпреварващи се за място | Брой специалности |
| ------ | --------- | ----- | ------------------------- | ----------------- |
| 2006   | 12 247    | 2440  | 5                         | 37                |
| 2007   | 15 000    | 3000  | 5                         | 39                |
| 2008   | 11 805    | 3425  | 3,4                       | 40                |
| 2009   | 10 203    | 3450  | 2,4                       | 40                |
| 2010   | 11 528    | 3565  | 2,7                       | 40                |
| 2015   | 11 346    | 4370  | 2,6                       | 42                |
| 2016   | 10 345    | 4090  | 2,4                       | 43                |
| 2017   | 10 001    | 3821  | 2,6                       | 43                |
| 2018   |           | 3522  |                           | 43                |
| 2019   |           | 3140  |                           | 43                |
| 2020   | 5450      | 2200  | 2,4                       | 43                |

## Студентски съвет
Студентският съвет е органът, който защитава правата и интересите на обучаващите се в УНСС. Сред основните задачи на Студентския съвет са: подобряване на качеството на обучение, адаптация на учебните програми спрямо европейските изисквания, създаване на активни контакти с браншови организации в сферата на бизнеса и обществения живот, облекчаване на административните процедури за студентите на УНСС, създаване на ефективна и прозрачна система за настаняване на студентите в студентските общежития.
В Студентския съвет участват представители на всички специалности и професионални направления в университета. Работата на Студентския съвет е организирана на три нива: Сесия на Студентския съвет, Студентски сенат и Председател.

## Почетни звания
През годините УНСС удостоява с почетни звания видни преподаватели в университета и обществени фигури.

### Доктор хонорис кауза
| Година  | Личност                        |
| ------- | ------------------------------ |
| 2015 г. | Проф. Ханс Анкум               |
| 2015 г. | Ирина Бокова                   |
| 2014 г. | проф. Талеб Рифай              |
| 2014 г. | д-р Ласло Андор                |
| 2013 г. | проф. Пол Кругман              |
| 2009 г. | Жан-Клод Трише                 |
| 2009 г. | проф. д-р Франсис Гъри         |
| 2007 г. | проф. д.ик.н. Леонид Тарасевич |
| 2007 г. | Гернот Ерлер                   |
| 2007 г. | проф. Данута Хюбнер            |
| 2006 г. | проф. Лаурънс Ян Бринкхорст    |
| 2004 г. | Милен Велчев                   |
| 2004 г. | Вацлав Клаус                   |
| 2004 г. | Франц Фишлер                   |
| 2002 г. | д-р Джоузеф Стиглиц            |
| 2000 г. | д-р Камил Идрис                |
| 1997 г. | Кен О‘Нийл                     |
| 1997 г. | Юрген Ван Буур                 |
| 1994 г. | Марк Дилън                     |
| 1994 г. | Хосе Касахуана Иберт           |
| 1994 г. | Хайме Хил Алуха                |

### Отличия в академичните среди
| Година  | Личност                        | Отличие                                 |
| ------- | ------------------------------ | --------------------------------------- |
| 2012 г. | проф. Борислав Борисов         | почетен ректор на УНСС                  |
| 2008 г. | Витор Мануел де Силва Калдейра | почетен професор на УНСС и почетен знак |
| 2005 г. | Илхам Алиев                    | почетен професор на УНСС и почетен знак |
| 1997 г. | д-р Удо Бигел                  | почетен професор на УНСС                |
| 1996 г. | Атанас Тотев                   | почетен професор на УНСС и почетен знак |
| 1995 г. | д-р Атанас Москов              | почетен доктор на УНСС                  |
| 1995 г. | акад. Евгени Матеев            | почетен доктор на УНСС                  |

### Почетен знак на УНСС
| Година  | Личност                |
| ------- | ---------------------- |
| 2009 г. | д-р Цветан Василев     |
| 2008 г. | Сергей Станишев        |
| 2007 г. | проф. дфн Боян Биолчев |
| 2007 г. | акад. Евгений Примаков |
| 2007 г. | проф. Любен Корнезов   |
| 2005 г. | Кирил Ананиев          |

## Личности
В хода на своята история значителен брой възпитаници и преподаватели от университета са придобили популярност в различни области – академични и обществени. Сред тях са Стефан Бобчев, виден юрист и политик, инициатор за учредяването на Софийския университет през 1888 г. и на УНСС през 1920. Свързан с университета е и проф. Венелин Ганев – виден юрист, дипломат, политик и академик. Проф. Михаил Геновски завършва икономика тук и по-късно право в Софийския университет. Преподавател в университета е бил и Асен Христофоров – виден български икономист, писател и преводач. Тук се дипломира един от най-видните български писатели – Ангел Каралийчев. Възпитаници от по-ново време са Кристалина Георгиева – председател на Международния Валутен Фонд от 2019 г., Симеон Дянков, Димитър Радев и много други.

### Политици
Преподаватели и възпитаници на УНСС са видни държавни дейци, премиери, министри, депутати и политици. В това число са редица български министър-председатели след промените през 1989 г. – Любен Беров, Иван Костов, Ренета Инджова, Стефан Софиянски, Марин Райков, Пламен Орешарски и Гълъб Донев. Само в последните няколко правителства на България повече от половината от министрите са завършили УНСС. Тук са дипломирани и редица чуждестранни държавници като Нгуен Тхи Зоан – вицепрезидент на Република Виетнам, Нгуен Шин Хунг – първи зам. министър-председател на Република Виетнам, Хамид Маджит – политически деятел в Ирак, избран за член на Националната асамблея на Иракската република през 2005 г., Еуген Елиширинга – председател на Парламента на Танзания, Педро Луис де Фонсека – министър на икономиката на Ангола (от 2017 г.), Саймън Осей-Менса - регионален министър за областта Ашанти, Гана, и много други.

### Дипломати
УНСС е едно от най-старите средища, в които се подготвят кадри за държавното управление и външната политика на България. С основаването на университета един от неговите факултети – Дипломатическо-консулски – се превръща в генератор на кадри за външната политика на страната. Изградените от него традиции се продължават от факултет „Международна икономика и политика“, където е позиционирана най-старата катедра по международни отношения в страната, както и първата катедра по политология, член на Европейския консорциум по политически изследвания от 1996 г.
След демократичните промени в България, от УНСС излизат 7 министри на външните работи, в това число Георги Пирински, Ивайло Калфин, Николай Младенов, Кристиян Вигенин и др. Тук се дипломират и редица посланици, консули, външни представители на България в чужбина като Евгени Каменов, Тодор Владигеров, Красен Химирски, в последните години – Елена Поптодорова, Марин Райков, Ради Найденов, Венелин Цачевски, Илиян Василев и други.

### Икономисти, банкери, бизнесмени
Като първо висше икономическо училище в страната в УНСС правят първите си крачки стотици икономисти, банкери, бизнесмени, експерти на ключови позиции в европейски и световни институции. По традиция управлението на БНБ, НСИ, Сметната Палата, КФН, БФБ и редица други институции е поверено на възпитаници на УНСС. Възпитаници и преподаватели от университета са също ключови експерти в множество български и чуждестранни банки и небанкови финансови институции. Списъкът включва имена на банкерите Иван Искров, Димитър Радев, Светослав Гаврийски, Иван Драгневски, Кирил Несторов, Веселин Никифоров, финансисти – Симеон Дянков, Христомир Йорданов, Ангел Бонев, Милен Велчев и много други.

### Юристи
Юридически дисциплини в университета се преподават от основаването му през 1920 г., но самостоятелен Юридически факултет се обособява през 1991 г., когато се либерализира юридическото образование в страната. Списъкът на видни учени преподавали тук включва имена като Венелин Ганев, Цеко Торбов, Любен Диков, Йосиф Фаденхехт, Стефан Бобчев, акад. П. Стайнов, д-р Тодор Кулев, проф. Георги Генов, д-р Стоян Данев, проф. Стефан Баламезов, проф. Петър Абрашев, Владимир Моллов и други. От 1954 г. катедрата по правни науки развива собствени кадри и създава условия за тяхното израстване. По този начин университетът започва да подготвя собствени кадри, сред които са имената на професорите Филип Рачев, Михаил Геновски, Емил Златарев, Златка Сукарева, Иван Владимиров, Валери Димитров, доцентите Ирина Мулешкова, Божана Неделчева и други. Дългогодишен преподавател и ръководител на катедрата по Наказателно право е проф. Никола Филчев, а от 2017 г. ръководител на същата катедра е доц. Бойко Рашков. Академичният състав включва и професорите Евгени Танчев, Любен Корнезов, Димитър Радев (доктор на юридическите науки от 2017 г.). Възпитаници след учредяването на самостоятелен Юридически факултет са Мая Манолова, Методи Лалов, Петя Тянкова, Даниела Попова, Емил Караниколов, Людмила Елкова, Евгени Стоянов и множество други, практикуващи свободни юридически професии юристи, както и магистрати.
През 2006 г. Юридическият факултет получава най-високата акредитационна оценка, дадена от НАОА в страната. Студенти от факултета печелят първо място в света на най-голямото и авторитетно международно състезание по право Jessup, грабвайки наградата Dillard през 2014 г, а година по-късно печелят наградата Baxter в Jessup 2015. По този начин юристите на УНСС стават единственият отбор в историята на Jessup, печелил първо място в две поредни години.

### Учени
След основаването си университетът е наричан „третият разсадник на науката в България“ Това е така, тъй като до появата му в страната съществуват само две научни институции – Българската академия на науките (1869), както и Висшето училище в София (1888). От една страна нуждата от подготвени кадри за стопанския сектор в страната се увеличавала непрекъснато, а от друга – и в двете институции икономическата наука не придобива специално място. За да запълни тази празнота, в 1920 г. възниква УНСС като „Свободен университет за политически и стопански науки“. Бързо след възникването си университетът укрепва като висше училище със стопанско-правен профил. Може би затова УНСС е известен най-вече с традициите си в политическите, стопанските и правните науки. Може да се каже, че тук се полагат основите на счетоводната наука в България. Този факт се свързва с името на проф. д-р Димитър Добрев, който е считан за основоположник на счетоводната наука в страната. Той е и втори ректор на университета след акад. Стефан Бобчев. Бил е счетоводител на Н.В. Цар Борис ІІІ. Носител е на Орден Св. св. Кирил и Методий 1-ва степен. Ученик на проф. Димитров и преподавател в университета е проф. Коста Пергелов, който също е считан за един от доайените на счетоводната наука и практика. Автор е на фундаментални научни трудове в областта си. След смъртта му неговата съпруга дарява 1100 тома лична литература на университетската библиотека. Плеядата от учени-счетоводители може да се продължи с името на проф. Димитър Йорданов, който след дипломирането си в университета защитава докторат във Виенския университет. Като един от основателите на университета, както и основоположник на финансовата наука в България, изпъква името на проф. Петко Стоянов – финансист, юрист и политик. Известен и като секретар на Обществено-философския отдел на БАН и секретар на Академията. Учен с широка известност и национален принос е проф. Богоя Юруков – един от основателите на Медицинския университет в град Пловдив. Освен че завършва медицина в София, той се дипломира и в Свободния университет в края на 20-те години на миналия век. Списъкът на големите имена в науката може да се продължи с редица други личности. Тук преподава проф. Веселин Христофоров – учен юрист и енциклопедист; Михаил Геновски – юрист и икономист, професор по теория на държавата и правото и международно право. Известен е като първият защитил докторат в Юридическия факултет при Софийския университет. Камен Миркович – автор на над 300 научни публикации и носител на орден „Кирил и Методий – ІІ степен“. Евгени Матеев – най-видният представител на социалистическата икономическа мисъл в България, член на БАН и на Академията на науките на СССР. Сред деятелите в областта на политическите науки изпъква името на проф. Георги Янков, чийто труд „Политическата мисъл от античността до наши дни“ е с фундаментално значение за политологията. Тук преподава и Трендафил Митев – професор по политология, председател на Македонския научен институт, Благой Колев – професор по социология, академиците – Жак Натан – бивш ректор и академик в БАН. Анастас Тотев – демограф, доктор на Харвардския университет. проф. Александър Тасев – председател на Института за икономически изследвания към БАН, Кръстю Добрев – член на БАН. Доц. Ирена Зарева – член на БАН и много други.

### Писатели, журналисти, артисти
Списъкът на писателите, дипломирали се от университета започва с Илия Мусаков, който завършва и Военното училище в София. Известен е с големия си принос за утвърждаване на военно патриотичната книжнина в страната. Баща е на Владимир Мусаков, който също е възпитаник на УНСС и освен като писател е значим български преводач. Той е претворил на български език десетки творби от големи автори като Ерих Кестнер (10 негови книги, 1946 – 1965), Хайнрих Бьол, Лион Фойхтвангер, Гьоте, Шилер, Хайнрих Ман, Карл Май, стихове от Кестнер, Лонгфелоу, Уитман, Рилке, пиеси от Брехт, Голсуърти и т.н. Списъкът продълвава с Йосиф Петров – поет и политик, председателства откриването на VII велико народно събрание на Република България; Звезделин Цонев, Теодосий Анастасов, Светослав Минков – последният е считан за „баща“ на модерната българска фантастика, носител е на международната награда за мир „Нексьо“. Петко Тихолов – съосновател на Съюза на българските журналисти и член на Съюза на българските писатели. Списъкът продължава с Любомир Дойчев, Захари Жандов – режисьор и сценарист, Константин Трингов – художник, носител на орден „Кирил и Методий" I степен, Борис Шивачев – писател, критик и публицист. В критическата литература е популярен като „българския Джек Лондон“. Неговото име носят улица в Плевен и Пловдив. Петър Калчев, по-известен под псевдонима си Камен Калчев – писател, общественик, революционер, деец на Вътрешната македонска революционна организация. Боян Икономов – български композитор и автор на филмова музика. В Париж през 1931 г. завършва Висшето музикално училище като ученик по композиция и диригентство на Венсан д'Енди. През 1934 г. специализира диригентство при Феликс Вайнгартнер в Швейцария. Владимир Полянов (истинско име Георги Иванов Тодоров) – писател, театрален режисьор и театрален деец. Павел Спасов – поет, писател, публицист, драматург. Преводач от немски, френски, английски и чешки език. Заслужил деятел на културата (1969). Иван Селвелиев – спортист и журналист, наричан е бащата на спортната преса в България. Галя Йончева е българска оперна певица (сопран), една от най-ярките представителки на българската оперна музика в България и зад граница. Тук се дипломират едни от най-големите имена в българската литература – Ангел Каралийчев, Емилиян Станев, Григор Лилов, Георги Ифандиев, списъкът продължава с Игор Марковски, Биньо Иванов, Елена Алексиева, Емил Асемиров и много други.

## УНСС в литературата
В своята близо вековна история, университетът е обект на научни трудове и художествени творби, дело на различни автори. По-долу са дадени някои забележителни примери.

### В научната литература
- Бобчев, С.С. Защо и как е основан Свободният университет за политически и стопански науки. София, 1928
- Беров, Л. Петдесет години Висш икономически институт „Карл Маркс“ 1920 – 1970. София, 1971
- Пенчев, П. Димитров, М. 90 години Университет за национално и световно стопанство. София 2010 г.
- Първанов, П. „За третия разсадник на науката (С. С. Бобчев и Свободния университет)“ Архив на оригинала от 2017-08-19 в Wayback Machine.
- Веселинов, Д. Чуждоезиковото обучение в Университета за национално и световно стопанство [Foreign Languages Teaching in the University of National and World Economy], Чуждоезиково обучение / Foreign language teaching, том: 46, брой:2, 2019, стр.: 176 – 187, ISSN (print): 0205 – 1834

### В художествената литература
- Калигоров, Х. Сбогом ДВУФАН, или спомени за личности и събития. София, 1994. Роман – трилогия. Стилът на романа е специфичен. Става дума за спомени, които се разказват от един стар дъб, запаметил всичко, станало по онова време. Той чете записаното пред автора и той само документира онова, което чува. Главният герой (Асен Петканов) не е реално съществуваща личност. Образът му е обобщен. Направен е опит от многото положителни личности във висшето учебно заведение да се изгради така да се каже идеалният образ на научния работник и преподавател. В този образ са въплътени всички положителни черти на човека-учен. В контраст на него са други двама персонажи – прототипи на отрицателни личности. Действието в трите тома обхваща периода от 1946 г. до 1989 г.

## Събития
- През 1985 г. сцени от българския филм „Маневри на петия етаж“ са заснети в сградата на УНСС.
- През 2007 г. част от американския филм Thick as Thieves с участието на Антонио Бандерас е заснета в сградата на УНСС (тя играе ролята на седалище на централата на ФБР).
- На 21 май 2007 г. – празника на университета, е открит паметник на професор Стефан Бобчев.
- На 22 юли 2015 г. УНСС бе домакин на грандиозно снукър шоу, като самият ректор откри световната проява[43]
- През 2016 г. УНСС получи специална награда за висше училище с най-голям принос в икономиката в стандартизираната класация „Комплексна оценка“ в рейтинговата система на висшите училища в България.
- На 17 януари 2017 г. е открит официално Българо-китайски център за научноизследователски програми и обмен на студенти в Университета „Дзяо Тун“, Шанхай – третият по големина университет в Китай.

## Галерия
- Есенни щрихи
- Алеята със знамената
- Пред главния вход
- Пътеката към Центъра за прием на документи
- Пред тестовия център
- Един от парковете в кампуса
- Парк „Студентски“ пред УНСС